# جیمی لرنر
 جیمی لرنر (انگلیسی: Jaime Lerner؛ (زادهٔ ۱۷ دسامبر ۱۹۳۷ – درگذشتهٔ ۲۷ مهٔ ۲۰۲۱) یک سیاست‌مدار اهل برزیل بود.